# Linda atricornis
Linda atricornis là một loài bọ cánh cứng trong họ Cerambycidae.